# Шальнов, Павел Александрович
Павел Александрович Шально́в (1926—2012) — советский и российский актёр. Народный артист РСФСР (1984).

## Биография
Окончил ГИТИС имени А. В. Луначарского по курсу актёрского мастерства (1952), педагог — В. В. Готовцев.
Служил в МАДТ имени М. Н. Ермоловой.
С 1990 года работал в театре «Глас».
Умер 4 марта 2012 года. Похоронен на Востряковском кладбище.

## Семья
Первая жена  — Софья Павлова (1926 — 1991),  советская актриса театра и кино. Заслуженная артистка РСФСР.
Вторая жена  — Иветта Киселёва (1927 — 2006), советская и российская актриса театра и кино. Народная артистка России.

## Роли в театре

### МАДТ имени М. Н. Ермоловой
- 1952 — «Ксения» А. А. Волкова, режиссёр: А. А. Гончаров — Петя
- 1955 — «В добрый час!» В. С. Розова — Алексей
- 1956 — «Вечно живые» В. С. Розова — Борис Бороздин
- 1964 — «Лес» А. Н. Островского — Пётр
- «Дачники» М. Горького — Влас
- «Пушкин» А. Глобы — П. А. Вяземский
- «Три товарища» Э.-М. Ремарка — Ленни
- «Укрощение укротителя» Дж. Флетчера — Петроний

### «Глас»
- «Это Сам Христос Малютка» Н. С. Астахова, Т. Г. Белевич — Дедушка.
- «Раб Божий Николай» по Н. В. Гоголю — Афанасий Иванович.
- от апостола Павла и патриарха Тихона — «Крест Хранитель» Н. С. Астахов, Т. Г. Белевич.
- «Китеж» И. Экономцева — Епископ.
- от преп. Серафима Саровского.
- «Духовные очи» С. Нилус, И. Шмелева — Кучер.

## Фильмография
- 1955 — Сын — Ложечкин
- 1957 — Дом, в котором я живу — шофёр Николай, муж Кати
- 1958 — Ветер — Ладошкин
- 1958 — Трудное счастье — Пронька
- 1959 — Это было весной — Бережной
- 1960 — Пусть светит (короткометражный) — Степан
- 1961 — Високосный год — Войнаровский
- 1961 — Когда деревья были большими — участковый милиционер
- 1966 — Сказка о царе Салтане — дьяк
- 1967 — Георгиевский кавалер
- 1968 — И снова май — Пётр
- 1971 — Клоун (фильм-спектакль) — униформист Жек
- 1973 — Своя земля — Кузьма Антипин (главная роль)

## Награды и звания
- заслуженный артист РСФСР (1974).
- народный артист РСФСР (1984).
- Почётная грамота Правительства Москвы (2001) — за большие творческие достижения в развитии театрального искусства и в связи с 75-летием со дня рождения[3].
- орден Преподобного Сергия Радонежского III степени[4].